# Ручай (річка)
Ручай — річка в Україні, у Гощанському районі Рівненської області. Права притока Безіменної (басейн Дніпра).

## Опис
Довжина річки приблизно 9,4 км.

## Розташування
Бере початок на північно-західній околиці Майкового. Тече переважно на північний захід через Дуліби і у селі Франівка впадає в річку Безіменну, праву притоку Горині.